# Midsommersangen
"Midsommersangen" er en dansk sang af rockbandet Shu-Bi-Dua. Sangen udkom som single i 1981 på 7"-vinyl, men fandtes oprindelige på albummet Shu-bi-dua 7 fra 1980, og siden på flere af gruppens opsamlingsalbums. Sangen er baseret på Holger Drachmanns sange "Midsommervisen" og deler stort set hele teksten, mens melodien er ny. Sangen synges traditionelt i forbindelse med sankthans.

## Baggrund
Sangen blev skrevet af gruppen, da en journalisten Kirsten Jacobsen fra DR-programmet Kanal 22 havde fået den ide, at få en moderne band til at komponere en ny og mere folkelig melodi, da den gamle var vanskelig at synge.

## Komposition
Sangen er Shu-bi-duas udgave af den gamle "Midsommervise", hvis titel oprindelig var "Vi elsker vort land". Shu-bi-duas version blev udgivet i 1980, mens den oprindelige udgave var skrevet til teaterstykket Der var engang af Holger Drachmann. Den oprindelige melodi var skrevet af Peter Erasmus Lange-Müller. Den nye melodi er skrevet af Michael Hardinger. Teksten er identisk med undtagelse af et enkelt ord. I tredje vers i den oprindelige tekst hedder det: "Men mod ufredens ånd over mark, under strand, vil vi bålet på fædrenes gravhøje tænde." Der har Shu-Bi-Dua skiftet gravhøje ud med gravhunde.
Der er et vers mere til den oprindelige sang, som dog aldrig synges til Sankthans, da det har mere relevans til stykkets indhold, end til fejring af midsommer. Det er ikke med i Shu-Bi-Duas udgave.

## Popularitet
Ligesom "Midsommervisen" bliver "Midsommersangen" traditionelt sunget i forbindelse med sankthans. Nogle steder synges begge sange mens andre kun synger den ene.
I både 2010 og 2012 opnåede sangen at komme på den dansk singlehitliste. Begge gange som nummer 32, og kun i en enkelt uge.

## Eftermæle
I 2018 udkom Højskolesangbogen for børn, hvor "Midsommersangen" var inkluderet under titlen "Vi elsker vort land".

## Spor
1. "Midsommersangen" - 4:30
2. "Stjernefart" - 2:40

## Hitlister
| Hitliste (2010-12)     | Højeste placering |
| ---------------------- | ----------------- |
| Danmark (Track Top-40) | 32                |